# Kazys Bobelis

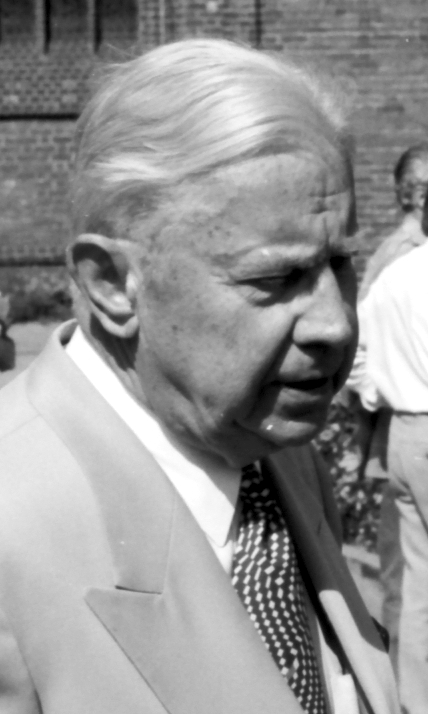
Kazys Bobelis (1997)

Kazys Jaunutis Bobelis (* 4. März 1923 in Kaunas; † 30. September 2013 in Chicago) war ein litauischer Chirurg und Politiker.

## Leben
Sein Vater Jurgis Bobelis (1885–1954) war Oberst und während des Holocaust in Kaunas im Jahr 1941 Stadtkommandant.
Kazys Bobelis absolvierte die Jonas-Jablonskis-Grundschule und das „Aušros“-Jungengymnasium Kaunas. Er studierte Medizin an der Vytauto Didžiojo universitetas und den Universitäten Graz und Tübingen. 1948 wurde er an der Eberhard Karls Universität Tübingen mit „summa cum laude“ promoviert. 1949 kam er in die USA, lebte dort in Chicago und  spezialisierte sich als Chirurg.
Von 1962 bis 1972 war er Professor für klinische Chirurgie an der Loyola University Chicago. Von 1978 bis 1991 war er Privatarzt.
Er kehrte 1992 nach Litauen zurück. Er operierte an der Städtischen Universitätsklinik in Antakalnis. Von 1992 bis zum 1. Juni 2006 war er Mitglied im Seimas; er trat zurück. 2000 und 2004 war er dort ältestes Mitglied (Alterspräsident) und leitete deshalb die ersten Seimas-Sitzungen. 2006 wechselte er die Fraktion von Valstiečiai liaudininkai zur oppositionellen Fraktion Liberalai demokratai. 1997 kandidierte er für das Präsidentenamt.
Von 1996 bis 2000 war er Präsident von Lietuvos beisbolo asociacija.
Mitglied der Krikščionių demokratų sąjunga war er von 1991 bis 2001 und anschließend Vorsitzender der Lietuvos krikščionių demokratų partija.
Er war verheiratet. Mit seiner Frau Dalia hatte er die Töchter Aldona, Alena, Rūta und die Söhne Algis und Jonas.

## Auszeichnungen
- 1993: Orden des Vytis-Kreuzes
- 2004: Orden Vytautas des Großen
- 2004: Ehrenbürger von Marijampolė
- Ehrenmitglied von Bund der litauischen Demissionsoffiziere (Lietuvos kariuomenės atsargos karininkų sąjunga)

## Werke
- Bestimmung des Durchmessers der roten Blutkörperchen am Ende der Schwangerschaft, während der Geburt und im Wochenbett. Tübingen, Med. F., Diss. v. 25. Febr. 1948